# 暗色南氏魚
暗色南氏魚，為輻鰭魚綱水珍魚目小口兔鮭科的其中一種，為深海魚類，分布於西印度洋阿拉伯半島海域，棲息深度0-490公尺，體長可達15.2公分，棲息在中層水域，生活習性不明。